# クレイグ・アンダーソン (左投手)
クレイグ・アンソニー・アンダーソン（Craig Anthony Anderson, 1980年10月30日 - ）は、オーストラリア連邦ニューサウスウェールズ州ゴスフォード出身の元プロ野球選手（投手）。左投左打。

## 経歴
2003年にAAA級で13勝をマークするなどダミアン・モスと並ぶオーストラリア代表の左腕のスターター。
2004年にアテネオリンピックの野球オーストラリア代表に選出された。
2006年開幕前の3月に開催された第1回WBCのオーストラリア代表に選出された。
2009年開幕前の3月に開催された第2回WBCのオーストラリア代表に選出された。
2018年-2019年シーズン終了後に現役を引退した。

## 詳細情報

### 記録
MiLB
- オールスター・フューチャーズゲーム選出 1回：2000年

### 代表歴
- 2004年アテネオリンピックの野球競技・オーストラリア代表
- 2006 ワールド・ベースボール・クラシック・オーストラリア代表
- 2009 ワールド・ベースボール・クラシック・オーストラリア代表